# “一二·一”运动四烈士墓
“一二·一”运动四烈士墓，位于云南省昆明市云南师范大学本部校园东北部，为“一二·一”运动纪念馆的一部分，烈士墓安葬着1945年12月1日在“一二·一”运动中牺牲的于再、潘琰、李鲁连、张华昌四位烈士。1965年重新确定为第一批云南省文物保护单位。2006年作为国立西南联合大学旧址的一部分公布为第六批全国重点文物保护单位。

## 历史
1945年11月下旬至12月初，为了反对内战，争取民主，西南联大师生在昆明带头发起了“12·1”爱国运动，12月1日发生流血事件，于再等四人牺牲，即为震惊全国的“一二一”惨案。1946年3月17日，在举行了30000人参加的出殡示威游行后，将四位烈士安葬在了西南联大校园（今云南师范大学）内。
烈士墓四周围由铁链栅栏围成，坐北向南，一字横排4烈士灰白色洗石子长方形墓。形制相同，长3.2米，宽1.7米，间距1.6米。四烈士墓前有闻一多的衣冠冢，墓长3.2米，宽1.7米。墓碑中书“国立西南联合大学故教授闻一多先生衣冠冢”，右上书生辰故里，左下书死因卒年。四烈士墓后则是李公朴的衣冠冢，墓长3.2米，宽1.5米，墓碑呈梯形，隶书“李公朴先生之墓”，碑两侧刻有被害时间。四烈士墓后石屏为自由神浮雕，内容为无数青年跟随自由女神，奔向自由，呼唤光明。浮雕下刻有悼诗。
文革期間，四烈士墓前的石雕火炬柱被折断；烈士墓后的自由女神像浮雕石屏被损坏。烈士墓背后修了马厩、豆腐房、厕所等。国立西南联合大学纪念碑周围成了垃圾堆。
1981年起又在墓前左右侧修建“一二一”运动纪念馆，展出有关图片、文物。

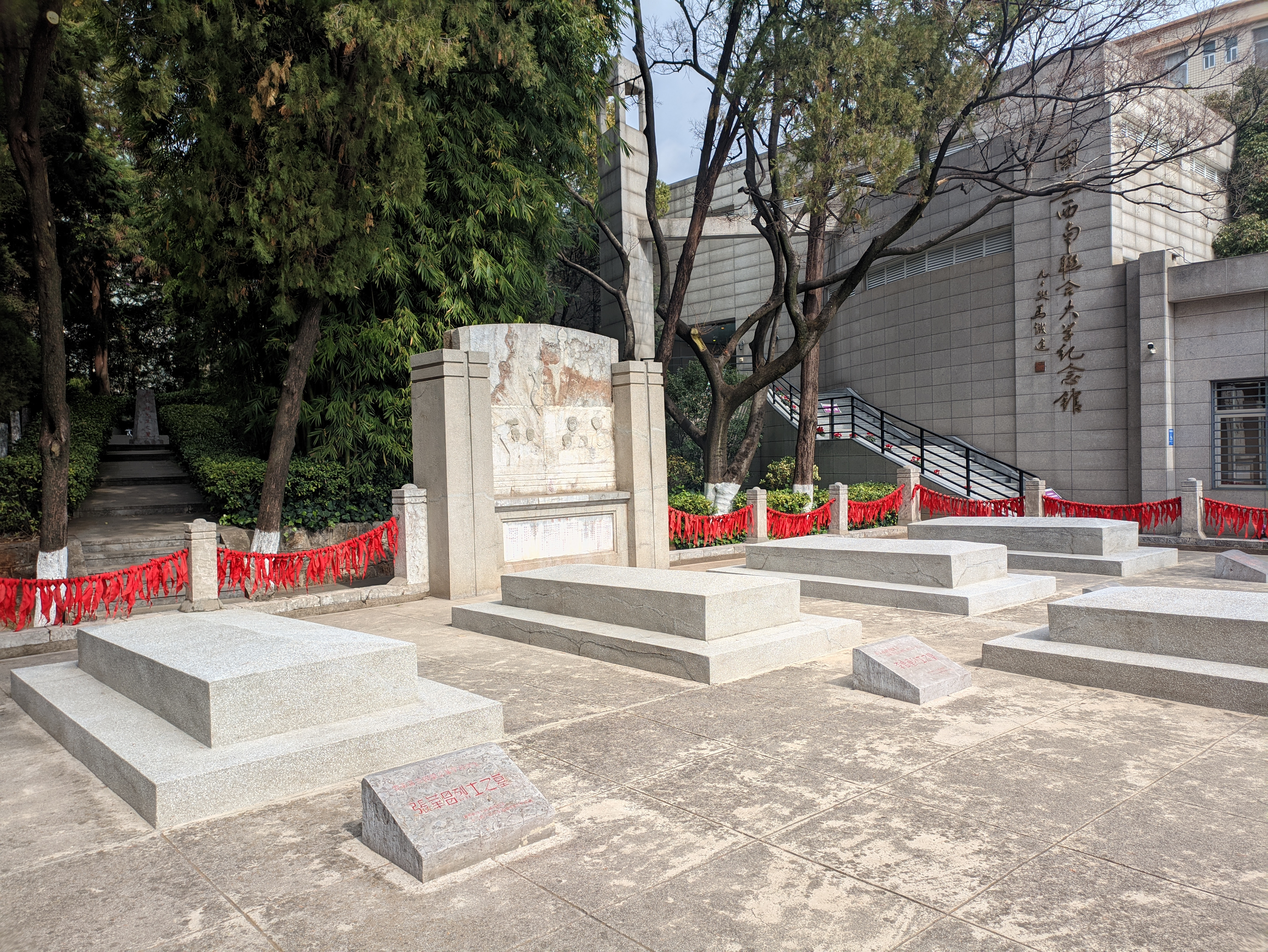
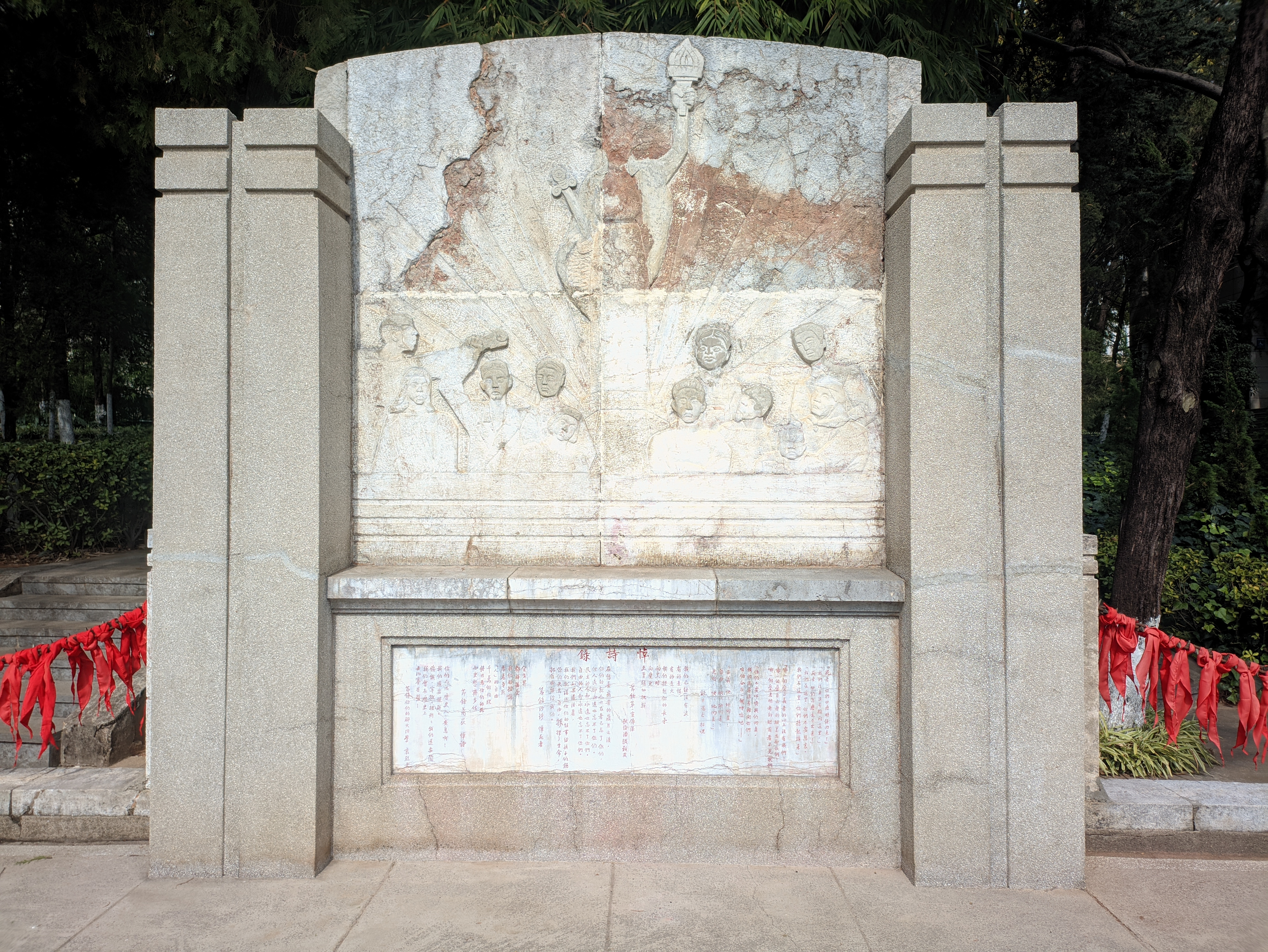
浮雕
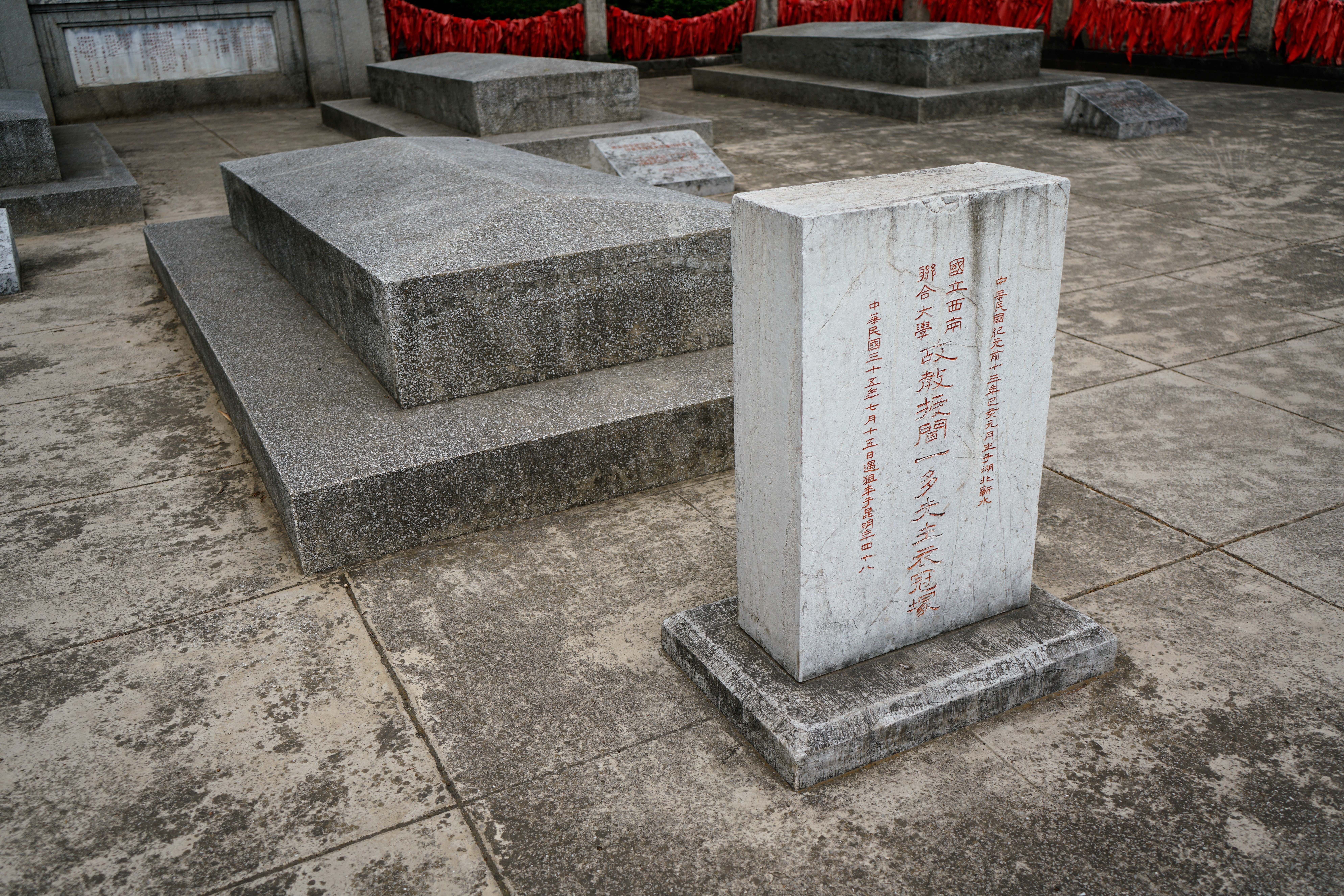
闻一多衣冠冢
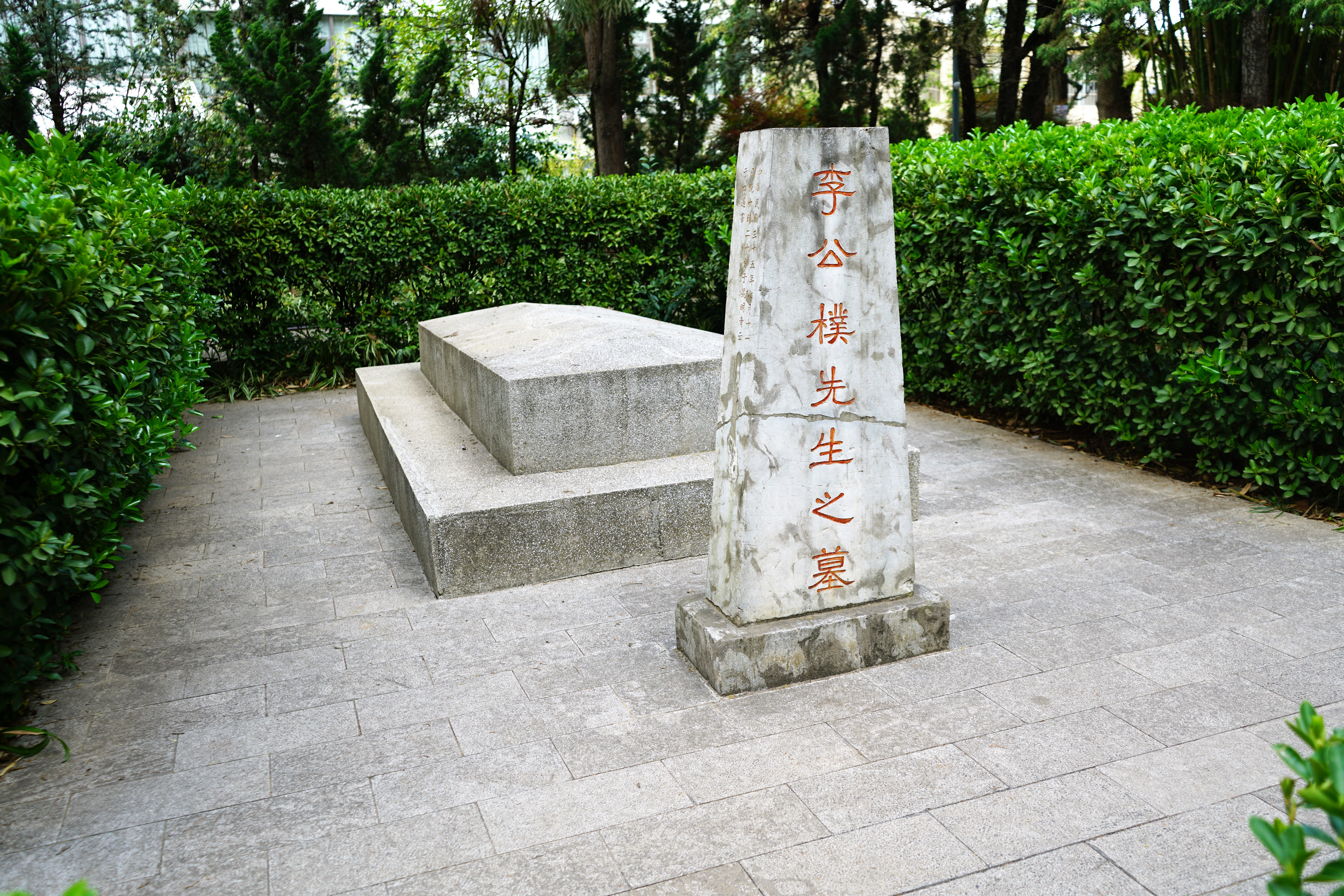
李公朴衣冠冢